# مارغريت البوربونية، ملكة نافارا
مارغريت دي بوربون (حوالي.1217 - 12 أبريل 1256) هي ملكة نافارا وكونتيسة شامبانيا القرينة بزواجها من ثيوبالد الأول، هي ابنة أرشامبو الثامن دي بوربون وأليس دي فوريز، أصبحت بعد وفاة زوجها الوصية على ابنها ذو الثامنة عشر عاماً بحيث تعتبر سن البلوغ في سن الحادي والعشرين.